# Gran Premi d'Itàlia del 1981
Resultats del Gran Premi d'Itàlia de Fórmula 1 de la temporada 1981 disputat al circuit de Monza el 13 de setembre del 1981.

## Resultats
| Pos | No | Pilot              | Equip             | Voltes | Temps/ Retirada  | Pos. de sortida | Punts |
| --- | -- | ------------------ | ----------------- | ------ | ---------------- | --------------- | ----- |
| 1   | 15 | Alain Prost        | Renault           | 52     | 1h 26' 36. 897   | 3               | 9     |
| 2   | 1  | Alan Jones         | Williams - Ford   | 52     | + 22.175 s       | 5               | 6     |
| 3   | 2  | Carlos Reutemann   | Williams - Ford   | 52     | + 50.587 s       | 2               | 4     |
| 4   | 11 | Elio de Angelis    | Lotus - Ford      | 52     | + 1' 32.902 min. | 11              | 3     |
| 5   | 28 | Didier Pironi      | Ferrari           | 52     | + 1' 34.522 min. | 8               | 2     |
| 6   | 5  | Nelson Piquet      | Brabham - Ford    | 51     | Motor            | 6               | 1     |
| 7   | 8  | Andrea de Cesaris  | McLaren - Ford    | 51     | Punxada          | 16              |       |
| 8   | 23 | Bruno Giacomelli   | Alfa Romeo        | 50     | + 2 Voltes       | 10              |       |
| 9   | 32 | Jean-Pierre Jarier | Osella - Ford     | 50     | + 2 Voltes       | 18              |       |
| 10  | 35 | Brian Henton       | Toleman - Hart    | 49     | + 3 Voltes       | 23              |       |
| Ret | 22 | Mario Andretti     | Alfa Romeo        | 40     | Motor            | 13              |       |
| Ret | 17 | Derek Daly         | March - Ford      | 36     | Caixa canvi      | 19              |       |
| Ret | 25 | Patrick Tambay     | Ligier - Matra    | 22     | Punxada          | 15              |       |
| Ret | 12 | Nigel Mansell      | Lotus - Ford      | 21     | Suspensions      | 12              |       |
| Ret | 7  | John Watson        | McLaren - Ford    | 19     | Accident         | 7               |       |
| Ret | 29 | Riccardo Patrese   | Arrows - Ford     | 18     | Caixa canvi      | 20              |       |
| Ret | 4  | Michele Alboreto   | Tyrrell - Ford    | 17     | Accident         | 22              |       |
| Ret | 14 | Eliseo Salazar     | Ensign - Ford     | 13     | Virolla          | 24              |       |
| Ret | 16 | René Arnoux        | Renault           | 12     | Virolla          | 1               |       |
| Ret | 26 | Jacques Laffite    | Ligier - Matra    | 11     | Punxada          | 4               |       |
| Ret | 3  | Eddie Cheever      | Tyrrell - Ford    | 11     | Virolla          | 17              |       |
| Ret | 9  | Slim Borgudd       | ATS - Ford        | 10     | Virolla          | 21              |       |
| Ret | 27 | Gilles Villeneuve  | Ferrari           | 5      | Motor            | 9               |       |
| Ret | 6  | Hector Rebaque     | Brabham - Ford    | 1      | Part Elèctrica   | 14              |       |
| NVQ | 33 | Marc Surer         | Theodore - Ford   |        |                  |                 |       |
| NVQ | 31 | Beppe Gabbiani     | Osella - Ford     |        |                  |                 |       |
| NVQ | 36 | Derek Warwick      | Toleman - Hart    |        |                  |                 |       |
| NVQ | 30 | Siegfried Stohr    | Arrows - Ford     |        |                  |                 |       |
| NVQ | 20 | Keke Rosberg       | Fittipaldi - Ford |        |                  |                 |       |
| NVQ | 21 | Chico Serra        | Fittipaldi - Ford |        |                  |                 |       |

## Altres
- Pole: René Arnoux 1' 33. 467

- Volta ràpida: Carlos Reutemann 1' 37. 528 (a la volta 48)